# Nitza Margarita Cintron
Nitza Margarita Cintrón Trevino (1950) es una científica puertorriqueña-estadounidense, quien es la Jefa de Medicina Espacial y Sistemas de Cuidado, Oficina de la Salud, del Centro Espacial Lyndon B. Johnson, de la NASA.

## Biografía
Nitza es originaria de San Juan, Puerto Rico la ciudad capital de la isla. Como niña, viajó a través de Europa, porque su padre era miembro del Ejército de los Estados Unidos. Cuando su padre se retiró de las Fuerzas armadas, ellos retornaron a Puerto Rico, y se establecieron en Santurce, una barriada de San Juan. Allí asistió a la escuela primaria y media, donde se destacó en ciencia, y matemática. Dedicó muchas horas a la lectura y el estudio sobre biología, química, astronomía, y espacio.
Nitza se inscribió en la Universidad de Puerto Rico, donde obtuvo una licenciatura en Biología. En 1972, fue aceptada en el Programa de capacitación en Bioquímica y Biología Molecular ofrecido por la Escuela de Medicina de la Universidad Johns Hopkins, donde en 1978 obtuvo su doctorado (Ph.D.) En 1978, Nitza leyó un anuncio de contratación, para la primera misión de puestos de especialistas en el Cuerpo de Astronautas, mientras seguía completando su trabajo de investigación de doctorando, en aquella cada de altos estudios. Respondió al anuncio, y pasó los finales. Sin embargo, no fue seleccionada debido a su mala visión. Pero, sus calificaciones académicas impresionaron a la gente de la NASA en la medida en que se le ofreció el cargo de Científica de la NASA.

## Carrera en NASA
En 1979, Nitza fue la creadora del Laboratorio de Bioquímica de la Johnson Space Center. También sirvió entre 1979 a 1985, como científica del Proyecto para la Misión Space Lab 2 que fue lanzado, en 1985, a bordo del Taxi Espacial Challenger.
Después de muchos años de servicio en la NASA, fue patrocinada por la NASA después de ser aceptada como estudiante por el Centro Médico de la Universidad de Texas, en Galveston. Se graduó en 1995, con el título de médica, y actualmente es una especialista certificado por la Junta en medicina interna.
Entre los cargos desempeñados por Nitza en la NASA, se encuentran: "Jefa de Operaciones Biomédicas e Investigaciones en la División de Ciencias Médicas", y de "Directora de Gestión de la Investigación en Laboratorios de Ciencias de la Vida", en apoyo de las operaciones médicas. Y en 2004, fue nombrada "Jefa de Medicina Espacial y Oficina de Sistemas de Cuidados de la Salud, de NASA (JSC)", posición en la cual se desempeña en la actualidad.

## Algunas publicaciones
- charles a. Stuart, richard t. Meehan, laureen s. Neale, nitza m. Cintrón-trevino, richard w. Furlanetto. 1991. Insulin-Like Growth Factor-I Binds Selectively to Human Peripheral Blood Monocytes and B-Lymphocytes. J. of Clinical Endocrinology & Metabolism 72 (5 ): 1117-1122

- carolyn s. Leach, steven Altchuler, nitza m. Cintrón-trevino. 1983. The endocrine and metabolic responses to space flight. Medicine & Sci. in Sports & Exercise 15 (5)

## Honores

### Premios y reconocimientos
Ha recibido muchos premios y honores. Entre ellos "Elogio del Director JSC" y el "Premio a la Innovación", el mayor premio para un funcionario público, la "Medalla de la NASA al Logro Científico Excepcional", el honor más alto dado a la ciencia por la agencia.
El 7 de octubre de 2004, fue introducida en el Premio Nacional de Ingeniería Hispana de la Conferencia Salón de la Fama (HENAAC). Ese salón de la fama, localizado en Los Ángeles, California, fue establecido en 1998, y reconoce las contribuciones de los hispanos en los campos de la ciencia, ingeniería, y tecnología. En 2006, fue reconocida como una de las cien hispanos más influyentes en Estados Unidos por la revista Hispanic.